# Súng carbine Type 44
Shiki 44 （四四式騎銃, よんよんしききじゅう, Yonyon-shiki kijū) là loại súng trường sử dụng khóa nòng trượt. Được phát triển từ súng trường kỵ binh Shiki 38 Arisaka, điển khác biệt là lưỡi lê trông giống như một cây kim lớn và có thể gấp ngược vào trong báng súng. Cái tên Shiki 44 được gọi do được hoàn thành nâng cấp vào năm Meiji thứ 44. Shiki 44 có một khoang rỗng trong báng súng để chứa một cây gậy thông nòng súng được tháo ra làm hai phần. Khoang chứa này có thể được sử dụng bằng cách quay lớp lót ở phần cuối của báng súng để mở nắp khoang chứa.
Loại súng này bắn đạn 6,5×50mm Arisaka và nạp đạn theo băng đạn 5 viên nó chỉ có thể nạp đạn tiếp sau khi băng đạn đã hết.
Shiki 44 được bắt đầu sản xuất năm 1911 và đưa vào chiến đấu năm 1912 loại súng này được Nhật Bản sử dụng cho đến hết chiến tranh thế giới thứ hai. Shiki 44 được sản xuất liên tục cho đến năm 1942: có khoảng 91.900 Shiki 44 đã được sản xuất bởi Nhật Bản trong những năm này.
Shiki 44 có 3 biến thể (thứ nhất, thứ hai và thứ ba). Sự khác nhau chính của các loại này là lưỡi lê gắn trên nòng súng với việc tăng chiều dài và độ bền của lưỡi lê.
Một sự khác biệt nữa là khoang chứa gậy thông nòng súng. Mẫu thứ nhất thì có hai lỗ ở cuối báng súng mỗi lỗ chứa nửa của gậy thông nòng súng, mẫu thứ hai và thứ ba có thì có một lỗ lớn để hai mảnh của gậy chung.

## Các nước sử dụng
- Nhật Bản: Được sử dụng nhiều nhất bởi lực lượng kỵ binh của Quân đội Đế quốc Nhật Bản.
- Trung Quốc: Được sử dụng nhiều nhất bởi Quân đội Giải phóng Nhân dân Trung Quốc.[1]
- Manchukuo: Được sử dụng bởi lực lượng kỵ binh tinh nhuệ của Quân đội Hoàng gia Manchukuo[2]
- Bắc Triều Tiên: Được sử dụng trong Chiến tranh Triều Tiên
- Hàn Quốc: Được sử dụng trong Chiến tranh Triều Tiên
- Việt Nam: Được sử dụng trong Chiến tranh Đông Dương và Chiến tranh Việt Nam